# Волков, Павел Порфирьевич
Павел Порфирьевич Волков (род. 1 октября 1935, село Бережное, теперь Конотопского района Сумской области) — украинский советский деятель, министр автомобильного транспорта Украинской ССР. Депутат Верховного Совета УССР 11-го созыва. Кандидат в члены ЦК КПУ в 1986—1990 г. Заслуженный работник транспорта Украины, действительный член Транспортной академии Украины, основатель Всеукраинского общественного объединения «Союз ветеранов автомобильного транспорта Украины».

## Биография
В 1955 году вступил в КПСС.
В 1957—1963 г. — водитель автомобиля, дежурный электрослесарь Киевметростроя, госавтоинспектор, старший инспектор управления пожарной охраны МВД УССР, заведующий гаражом совхоза, начальник автоколонны, директор грузового автопарка «Київавтотранс» в городе Киеве и Киевской области.
Окончил Киевский автомобильно-дорожный институт.
В 1963—1968 г. — заместитель начальника, начальник Управления Министерства автомобильного транспорта Украинской ССР.
В 1968—1975 г. — инструктор, заведующий сектором отдела транспорта и связи ЦК КПУ. В 1975—1981 г. — заведующий сектором отдела транспорта и связи ЦК КПСС.
В 1981 — ноябре 1984 г. — заместитель Министра плодоовощного хозяйства СССР.
26 ноября 1984 — 15 июля 1988 г. — Министр автомобильного транспорта Украинской ССР.
15 июля 1988—1991 г. — министр транспорта Украинской ССР.
В 1991—2011 гг. — президент украинской государственной корпорации автомобильного транспорта «Укравтотранс» (1991—1995 годы), заместитель председателя правления ГААК «Укртранс» (с 1995 года), директор компании «Укртранс Нидерланды Б. В.» (г. Роттердам, Королевство Нидерланды, 1996—2000 годы), председатель наблюдательного совета ОАО АК «Укртранс» (2000—2001 годы), советник директора ГП «ГосавтотрансНИИпроект».
С сентября 2011 года — Основатель Всеукраинского общественного объединения «Союз ветеранов автомобильного транспорта Украины».

## Награды
- орден Дружбы народов
- орден Октябрьской революции
- два ордена Знак Почёта
- медали (За доблестный труд в ознаменование 100-летия В. И. Ленина, Ветеран труда, В память 1500-летия г. Киева, «Дружба» Монгольской Народной Республики)
- Почётная грамота Президиума Верховного Совета Украинской ССР
- знак ликвидатора аварии на Чернобыльской АЭС 1 категории
- заслуженный работник транспорта Украины

## Должности
- Депутаты Верховной Рады УССР. 11-й созыв — 1985 г.